# New Carlisle (Quebec)
New Carlisle es un municipio canadiense situado en la provincia de Quebec.

## Superficie
New Carlisle tiene una superficie de 67,99 km².

## Demografía
En 2021, tenía 1336 habitantes, una densidad poblacional de 19,6 hab./km², y 668 viviendas.